# 伊勒圣乔治
伊勒圣乔治（法語：Isle-Saint-Georges，法語發音：[il sɛ̃ ʒɔʁʒ]）是法国吉伦特省的一个市镇，属于波尔多区。

## 地理
伊勒圣乔治（44°43'29"N, 0°28'26"W）面积4.35 平方千米，位于法国新阿基坦大区吉倫特省，该省份为法国西南部沿海省份，是法國本土面积最大的省，北起滨海夏朗德省，西临大西洋，南至朗德省，东南接洛特-加龍省，东临多爾多涅省。
与伊勒圣乔治接壤的市镇（或旧市镇、城区）包括：康布、艾格莫尔特-莱格拉沃、博蒂朗、圣梅达尔代朗、博雷什、卡多雅克、坎萨克。

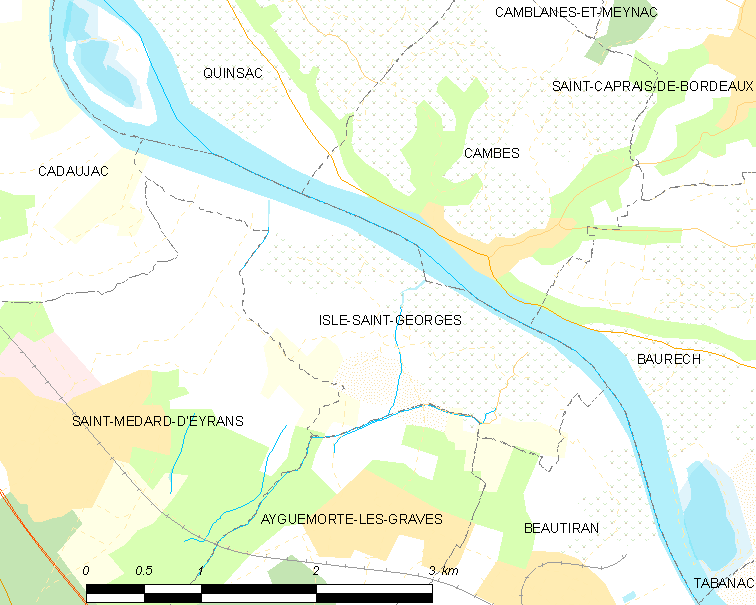
伊勒圣乔治的OSM定位图

伊勒圣乔治的时区为UTC+01:00、UTC+02:00（夏令时）。

## 行政
伊勒圣乔治的邮政编码为33640，INSEE市镇编码为33206。

## 政治
伊勒圣乔治所属的省级选区为拉布雷德县。

## 人口

1962-2008年间伊勒圣乔治人口变化图示

伊勒圣乔治于2022年1月1日时的人口数量为516人。